# Gore Ouseley
Pour les articles homonymes, voir Ouseley.
Gore Ouseley, né le 24 juin 1770 à Limerick et mort le 18 novembre 1844 à Beaconsfield (Buckinghamshire), 1er baronnet, est un entrepreneur, linguiste et diplomate britannique. Il est notamment le négociateur d'un important traité (le traité de Golestan) de rectification des frontières entre la Russie et la Perse, en 1814.